# یواس‌سی‌جی‌سی نورتلند (دبلیوپی‌جی-۴۹)
یواس‌سی‌جی‌سی نورتلند (دبلیوپی‌جی-۴۹) (به انگلیسی: USCGC Northland (WPG-49)) یک کشتی بود که طول آن ۲۱۶٫۶ فوت (۶۶٫۰ متر) بود. این کشتی در سال ۱۹۲۷ ساخته شد.